# Tanguy (prénom)
Pour les articles homonymes, voir Tanguy.
Tanguy est un prénom d'origine celtique.

## Sens et origines
Tanguy vient du breton tan qui signifie « feu » et ki « chien », lequel peut renvoyer au caractère vaillant et courageux de l'animal et être ainsi synonyme de guerrier ; Tanguy peut donc être traduit par « guerrier ardent  ». Le nom de Tanguy est devenu un prénom en référence à saint Tanguy de Locmazhé, un moine breton de Gerber (Le Relecq). Il a fondé l'abbaye de Saint Matthieu au Conquet. Il est inhumé à Locmazhé.
Il est fêté le 19 novembre.

## Variantes
On trouve les variantes Tangi, Tangui, Tanghien et Tanneguy.

## Popularité du nom
961 enfants nés en 2002 ont reçu pour prénom Tanguy.
14 617 personnes ont été prénommées Tanguy en France depuis 1940.
Le prénom Tanguy figure au 79e rang des prénoms les plus donnés en France en 2002.
Le prénom Tanguy figure au 202e rang des prénoms les plus donnés en France depuis 1940.
L'année 2000 est l'année ou le prénom Tanguy a été le plus donné en France.
Source : Insee

## Autres usages du nom
Un tanguy est, par antonomase, un jeune adulte qui tend à demeurer chez ses parents après sa majorité légale, s'opposant ainsi à la tradition de quitter la maison familiale. L'expression provient du film Tanguy qui fait l'apologie humoristique de ce comportement.